# المستنيرون
المُنَستيرون كانوا ممارسي الشكل الصوفي للمسيحية في تاج قشتالة خلال القرنين الخامس عشر والسادس عشر. كان بعضها هرطقة إلى حد ما، لكن لبعضها الآخر آراء من الواضح أنها هرطقة وفقًا للحكام المعاصرين. ونتيجة لذلك، قُمعوا بشدة وأصبحوا من أوائل ضحايا محاكم التفتيش الإسبانية.